# خط طول 128° شرق
خط طول 128° شرق هو أحد خطوط الطول الجغرافية، والتي تمتد من القطب الشمالي الجغرافي إلى القطب الجنوبي الجغرافي، وحسب التحويل الزمني يتقدم خط طول 128° شرق عن خط غرينتش بـ8 ساعات و32 دقيقة.

## من القطب إلى القطب
ينطلق خط طول 128° شرق من القطب الشمالي نحو القطب الجنوبي مرورا بالمناطق التي ترد في الجدول التالي:
| الإحداثيات                           | البلد أو الإقليم أو البحر | ملاحظات                                                                                              |
| ------------------------------------ | ------------------------- | --- |
| 90°0′N 128°0′E / 90.000°N 128.000°E  | المحيط المتجمد الشمالي    | |
| 77°28′N 128°0′E / 77.467°N 128.000°E | بحر لابتيف                | |
| 73°25′N 128°0′E / 73.417°N 128.000°E | روسيا                     | ياقوتيا — جزر the نهر لينا و the mainland أوبلاست أمور — من 55°40′N 128°0′E / 55.667°N 128.000°E     |
| 49°35′N 128°0′E / 49.583°N 128.000°E | جمهورية الصين الشعبية     | هيلونغجيانغ جيلين — من 44°3′N 128°0′E / 44.050°N 128.000°E                                           |
| 41°26′N 128°0′E / 41.433°N 128.000°E | كوريا الشمالية            | |
| 40°3′N 128°0′E / 40.050°N 128.000°E  | بحر اليابان               | |
| 38°51′N 128°0′E / 38.850°N 128.000°E | كوريا الشمالية            | |
| 38°19′N 128°0′E / 38.317°N 128.000°E | كوريا الجنوبية            | Mainland و the جزر Changseon ومحافظة نامهاي                                                          |
| 34°42′N 128°0′E / 34.700°N 128.000°E | بحر الصين الشرقي          | |
| 27°5′N 128°0′E / 27.083°N 128.000°E  | اليابان                   | أوكيناوا (محافظة) — جزيرة إيهيا                                                                      |
| 27°3′N 128°0′E / 27.050°N 128.000°E  | بحر الصين الشرقي          | |
| 26°42′N 128°0′E / 26.700°N 128.000°E | اليابان                   | أوكيناوا (محافظة) — جزيرة جزيرة أوكيناوا                                                             |
| 26°29′N 128°0′E / 26.483°N 128.000°E | المحيط الهادئ             | بحر الفلبين                                                                                          |
| 2°12′N 128°0′E / 2.200°N 128.000°E   | إندونيسيا                 | جزيرة هالماهيرا                                                                                      |
| 2°5′N 128°0′E / 2.083°N 128.000°E    | بحر هلماهرا               | |
| 1°48′N 128°0′E / 1.800°N 128.000°E   | إندونيسيا                 | جزيرة هالماهيرا                                                                                      |
| 1°18′N 128°0′E / 1.300°N 128.000°E   | Kao Bay                   | |
| 1°6′N 128°0′E / 1.100°N 128.000°E    | إندونيسيا                 | جزيرة هالماهيرا                                                                                      |
| 0°28′N 128°0′E / 0.467°N 128.000°E   | بحر هلماهرا               | |
| 0°19′S 128°0′E / 0.317°S 128.000°E   | إندونيسيا                 | جزيرة هالماهيرا                                                                                      |
| 0°41′S 128°0′E / 0.683°S 128.000°E   | بحر مالوكا                | |
| 1°31′S 128°0′E / 1.517°S 128.000°E   | إندونيسيا                 | جزيرة جزيرة أوبيرا                                                                                   |
| 1°43′S 128°0′E / 1.717°S 128.000°E   | بحر سيرام                 | |
| 3°4′S 128°0′E / 3.067°S 128.000°E    | إندونيسيا                 | جزر جزيرة سيرام وجزيرة أمبون                                                                         |
| 3°46′S 128°0′E / 3.767°S 128.000°E   | بحر باندا                 | |
| 8°9′S 128°0′E / 8.150°S 128.000°E    | إندونيسيا                 | جزيرة Moa                                                                                            |
| 8°15′S 128°0′E / 8.250°S 128.000°E   | بحر تيمور                 | |
| 14°34′S 128°0′E / 14.567°S 128.000°E | أستراليا                  | أستراليا الغربية                                                                                     |
| 32°5′S 128°0′E / 32.083°S 128.000°E  | المحيط الهندي             | Australian authorities consider this to be part of the المحيط الجنوبي[1][2]                          |
| 60°0′S 128°0′E / 60.000°S 128.000°E  | المحيط الجنوبي            | |
| 67°2′S 128°0′E / 67.033°S 128.000°E  | القارة القطبية الجنوبية   | الإقليم الأسترالي في القارة القطبية الجنوبية، المطالب الإقليمية بالقارة القطبية الجنوبية by أستراليا |